# Juan Carlos Ferrero
Juan Carlos Ferrero, född 12 februari 1980 i Ontinyent i Valencia, är en högerhänt före detta professionell tennisspelare från Spanien.

## Tenniskarriären
Juan Carlos Ferrero blev professionell spelare på ATP-touren 1998. Han vann 15 singeltitlar men ingen i dubbel. Bland singelmeriterna märks en titel i en Grand Slam-turnering. Han rankades som bäst som världsetta i singel (september 2003). Han har i prispengar spelat in 10 974 463 US dollar. 
Ferrero har främst utmärkt sig som framstående grusspelare med flera framskjutna placeringar. Förutom sin seger i Franska öppna 2003 (finalseger över holländaren Martin Verkerk) har han bland annat vunnit Rome Masters (2001 finalseger över Gustavo Kuerten med siffrorna 3-6, 6-1, 2-6, 6-4, 6-2). Åtta av sina elva singeltitlar har han vunnit på grusunderlag. Han har också vunnit titlar på hard-courtbanor och föredrar numera sådana underlag framför grus. År 2002 spelade Ferrero singelfinal i Tennis Masters Cup som han förlorade ytterst knappt mot Lleyton Hewitt (som vann med 7-5, 7-5, 2-6, 2-6, 6-4). 
Säsongen 2004 spolierades till stora delar på grund av arm- och vristskador och vattkoppor. Han har därefter haft vissa problem med formen, men ändå presterat goda resultat med fyra finaler på touren sedan 2005, dock utan att lyckas vinna någon titel.
I oktober 2012 avslutade Ferrero sin spelarkarriär på hemmaplan i ATP-turneringen i Valencia. 

## Grand Slam-finaler, singel (3)

### Titlar (1)
| År   | Mästerskap    | Finalmotståndare | Setsiffror    |
| 2003 | Franska öppna | Martin Verkerk   | 6-1, 6-3, 6-2 |

### Finalförluster (2)
| År   | Mästerskap    | Finalmotståndare | Setsiffror         |
| 2002 | Franska öppna | Albert Costa     | 6-1, 6-0, 4-6, 6-3 |
| 2003 | US Open       | Andy Roddick     | 6-3, 7-6, 6-3      |

## ÖvrigaATP-titlar
- Singel
  - 1999 - Mallorca
  - 2001 - Dubai, Estoril, Barcelona, Rom
  - 2002 - Monte Carlo, Hong Kong
  - 2003 - Monte Carlo, Valencia, Madrid
  - 2009 - Casablanca
  - 2010 - Umag, Buenos Aires, Costa Do Sauipe
  - 2011 - Stuttgart